# Benjamin Pütter

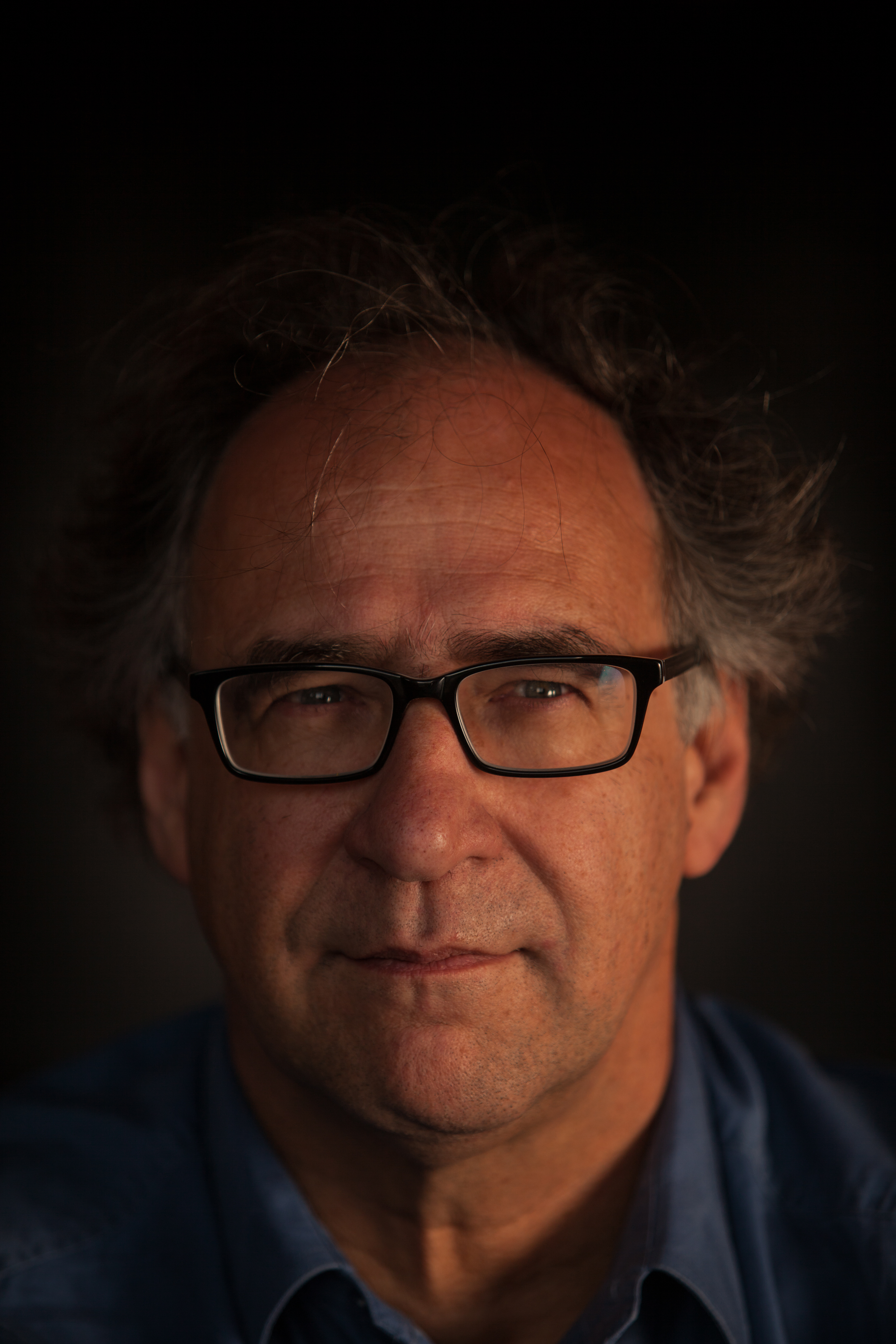
Benjamin Pütter (2015)

Benjamin Pütter (* 26. März 1958 in Freiburg im Breisgau) ist ein deutscher Politologe, evangelischer Theologe, Kinderarbeitsexperte und Autor. Er gilt als fundierter Kenner von Kinderarbeit in Indien. Er hat nach eigenen Angaben Indien 96 Mal (Stand: April 2025) bereist sowie ein Buch über die dortige Kinderarbeit veröffentlicht.
Pütter deckt Kinderarbeit auf und dokumentiert diese – oft zusammen mit Journalisten. Er hat vielfältige Aktionen zur Bekämpfung der Kinderarbeit gestartet und ist Initiant und Mitgründer des Qualitätssiegels XertifiX zur Kennzeichnung von Natursteinen, die ohne Kinderarbeit hergestellt wurden.

## Leben
Pütter studierte von 1980 bis 1988 an der Freien Universität Berlin evangelische Theologie, Politikwissenschaften, Pädagogik und Sport. Er schloss sein Studium mit dem Master of Arts (M. A.) ab. Dazwischen studierte er von 1982 bis 1983 evangelische Theologie an der Universiteit van Amsterdam, wo er zugleich auch freiwilliger Mitarbeiter des Centrum voor gewaltloze weerbaarheid in Amsterdam war.
Von 1989 bis 1995 war er Wissenschaftlicher Mitarbeiter beim Deutschen Bundestag in Bonn, u. a. als Ghostwriter für Petra Kelly. Von 1995 bis 2015 arbeitete er als Kinderarbeitsexperte für Misereor in Aachen. Von November 2015 bis Oktober 2020 war Pütter Berater für die Bereiche Kinderrechte und Kinderarbeit beim Kindermissionswerk Die Sternsinger.
Pütter ist Mitglied und Förderer zahlreicher Vereine und Initiativen. So ist er seit 1978 finanzieller Förderer des Vereins Ohne Rüstung Leben. 1990 war er ehrenamtlich für die Aktionsgemeinschaft Solidarische Welt e.V. Berlin tätig und ist bis heute deren Mitglied. Er ist der stellvertretende Vorsitzende des Internationalen Versöhnungsbunds, wo er seit den 1980er Jahren die Indien-Kommission leitet. Er war Gründungsmitglied und 2. Vorsitzender des Fördervereins Sahana Eliya Unterstützung für aktive Menschen in Entwicklungsländern e.V. und ist derzeit als Beisitzer im Vorstand tätig. Pütter ist Gründungsmitglied und zweiter Vorsitzender des Vereins IndiaChildCare. Bei der Wohnbaugenossenschaft Genova im Vauban in Freiburg ist er gewähltes Mitglied des Aufsichtsrats.
Pütter ist Initiator und Gründungsmitglied von XertifiX, dem Label für bessere Arbeitsbedingungen und Umweltschutz im asiatischen Natursteinsektor. Er war Geschäftsführer und jahrelang 2. Vorsitzender des Trägervereins XertifiX e.V. und ist derzeit der Vorsitzende von XertifiX Sozialprojekte e.V.
Pütter organisiert ehrenamtlich die Deutschlandkonzerte des Maharajtrios, das sich ebenfalls aktiv gegen Kinderarbeit einsetzt.

## Einsatz gegen Kinderarbeit
Pütter hat mitgeholfen, ein Übergangszentrum für befreite Kindersklaven (vorwiegend aus der Teppichindustrie) im indischen Bundesstaat Uttah Pradesh aufzubauen und war an der Befreiung Hunderter Kinder aus Sklaverei beteiligt.
Pütter hat inkognito indische Steinbrüche besucht um Kinderarbeit aufzuspüren und deshalb Morddrohungen erhalten. Die Times of India nannte ihn „The Green Gandhi from Germany“.
Pütter hat Nicht-Regierungs-Organisationen, die sich gegen ausbeuterische, gesundheitsschädigende Kinderarbeit engagieren u. a. in folgenden Ländern beraten und begleitet: Indien, Pakistan, Nepal, Bangladesch, Sri Lanka, China, Kenia, Äthiopien, Namibia, Nigeria, Südafrika, Sambia, Benin, Togo, Ghana.
Pütter ist als Lobbyist für Kinderrechte und gegen Kinderarbeit seit drei Jahrzehnten unterwegs (u. a. in Indien, Togo, Benin, der Europäischen Union, Luxemburg und Deutschland (Bundesregierung, Landesregierungen und Kommunen))

## Werke
- Benjamin Pütter (Hrsg.): Die Mörder hassen? Dokumentation eines Schüleraufsatzwettbewerbs; 125 Jahre und kein bißchen greise ... ; Mahatma Gandhis Aktualität für 14- bis 18jährige im vereinten Deutschland 1994. Tier-Zwo-Verlag, Bonn 1994, ISBN 978-3-929787-62-7
- Benjamin Pütter (Hrsg.): What Gandhi means to me? (a collection of essays by German teenage students). New Book Soc. of India, New-Delhi 1996, ISBN 81-86619-02-X
- Benjamin Pütter: Kleine Hände – großer Profit: Kinderarbeit – Welches ungeahnte Leid sich in unserer Warenwelt verbirgt. Heyne Verlag, München 2017, ISBN 978-3-641-21121-9

## Fernseh- und Radiobeiträge (Auswahl)
- Granit aus Indien: Kindersklaven schuften für Schweizer Kunden. In der Sendung Kassensturz von SRF, 5. September 2006
- https://www.nrwision.de/mediathek/kleine-helden-benjamin-puetter-kaempft-gegen-kinderarbeit-180215/ Kleine Helden: Benjamin Pütter kämpft gegen Kinderarbeit. Sendung der Radiowerkstatt Raspel aus Siegburg, 55:33 Min. 15.02.2018
- Kinderarbeit in der Teppichindustrie Indiens. Dokumentation der ARD in der Reihe Plusminus vom 24. Oktober 2018
- Wenn Kinder ausgebeutet werden. Dokumentation des ZDF in der Reihe Volle Kanne, 12. Juni 2019
- https://www.deutschlandfunkkultur.de/kinderrechtsexperte-benjamin-puetter-verbraucher-koennen-100.html Pflastersteine, Räucherstäbchen, aber auch Schokolade und Bananen – viele Produkte werden in anderen Ländern von Kindern hergestellt. Benjamin Pütter erklärt, wie auch Verbraucher dagegen angehen können. 12. Juni 2019
- Kampf gegen Kinderarbeit, ZDF-Video zur Sendung Die große Gala „Ein Herz für Kinder“ vom 17. Dezember 2022. Benjamin Pütter im Video aus Indien (ab 0:55 Min.) und als Live-Gast in der Sendung (ab 4:45 Min.)
- Kritik von Kinderrechtlern – Neues Lieferkettengesetz tut zu wenig gegen Kinderarbeit. Benjamin Pütter im Gespräch mit Ute Welty. Deutschlandfunk Kultur, 2. Januar 2023
- https://emstv.de/videobeitrag/ls1-kleine-hande-grosser-profit/ Kleine Hände – großer Profit. Vortrag am 19.01.2023 in Haselünne